# Balanța (film)
Balanța este un film românesc din 1992, regizat de Lucian Pintilie. A fost prezentat la Festivalul Internațional de Film de la Cannes din 1992, în afara competiției. Filmul prezintă povestea unei tinere absolvente care se luptă cu structurile imobile ale societății din ultimii ani ai perioadei comuniste. Este ecranizarea romanului Balanța, singurul roman al scriitorului Ion Băieșu. A fost primul film românesc restaurat în format digital 4K. Procesul de restaurare a durat peste șase luni și s-a concentrat pe îmbunătățirea imaginii și a sunetului, precum și pe convertirea filmului în format digital. Versiunea restaurată a avut premiera pe 4 februarie 2020.
Prima secventa din film din apartamentul Nelei este filmata imediat dupa executarea lui Nicolae Ceaușescu, inainte de revelion. Restul filmului se petrece in anul 1990 si inceputul lui 1991.

## Distribuție
- Maia Morgenstern - Nela
- Răzvan Vasilescu - doctorul Mitică Bostan
- Victor Rebengiuc - primarul
- Dorel Vișan - preotul
- Ion Pavlescu - doctorul Gîlcescu
- Mariana Mihuț - soția preotului
- Gheorghe Visu - preotul din tren
- Dan Condurache - procurorul
- Virgil Andriescu - tatăl Nelei
- Matei Alexandru - Butușină
- Leopoldina Bălănuță - mama Nelei
- Magda Catone - asistenta lui Mitică
- Ionel Mihăilescu - Titi
- Dorina Lazăr - verișoara lui Titi
- Victoria Cociaș - pacientă
- Constantin Drăgănescu - verișorul lui Titi
- Marcel Iureș
- Florin Călinescu - securist
- Romeo Pop
- Dumitru Chesa - vânzătorul ambulant
- Eugenia Bosânceanu - pacientă
- Ion Fiscuteanu
- Mitică Popescu
- Anda Onesa - sora Nelei
- Mihai Constantin - soldat
- Dragoș Pâslaru - terorist
- Ștefan Radof - politicianul
- Aristide Teică - țigan
- Ion Chelaru
- Emil Hossu - securist
- Nicolae Girardi
- George Alexandru
- Tania Popa
- Boris Petroff
- Valentin Uritescu - milițian
- Puiu Lazăr
- Aristița Diamandi - profesoară
- Simona Măicănescu
- Jana Gorea
- Măriuca Ștefănescu
- Angela Ioan
- Candid Stoica
- Vasile Filipescu
- Bogdan Uritescu
- Gelu Nițu - milițian
- Adrian Titieni
- Ica Matache
- Alexandru Bindea
- Julieta Strîmbeanu
- Stelian Nistor
- Mircea Anca
- Oana Ștefănescu
- Vasile Popa [6]